# Kosmonavt Víktor Patsáiev
El buque Kosmonavt Víktor Patsáiev en ruso: «Космонавт Виктор Пацаев» (en español "Cosmonauta Víktor Patsáyev"  en honor a Víktor Ivánovich Patsáyev, cosmonauta soviético que formó parte de la tripulación, en calidad de ingeniero, de la nave espacial Soyuz-11 que batió el récord de permanencia en el espacio y se habitó por primera vez una estación espacial, la Salyut-1. Toda la tripulación murió en un accidente en el aterrizaje de la misma el 30 de junio de 1971) es un buque de investigación soviético de control y monitoreo espacial o Vigilship (Veladora)  que se dedicaba a detectar y recibir comunicaciones por satélite. 
El buque Kosmonavt Víktor Patsáiev formaba parte del complejo de comando y medición de la URSS y estaba diseñado para controlar el vuelo de las naves espaciales, lo que incluye la emisión de comandos ejecutivos, la realización de mediciones telemétricas y de trayectoria y el mantenimiento de la comunicación de voz del Centro de control de vuelo con las tripulaciones de  naves y estaciones espaciales. A bordo de la embarcación se encontraba el Grupo de Operaciones del Centro de Control de la Misión y, de ser necesario, las capacidades técnicas de la embarcación permitieron asumir las funciones del Centro de Control de la Misión de la Nave espacial. Realizó también investigaciones en la atmósfera superior y el espacio exterior. Era uno los buques que formaban la Flota Naval Espacial de la URSS que se completaba con los siguientes buques,  Kosmonavt Vladimir Komarov, Akademik Sergei Korolev, Akademik Nikolai Pilyugin, Kosmonavt Pavel Belyayev', Kosmonavt Georgi Dobrolskii', Kosmonavt Yuriy Gagarin, Akademik Vladislav Volkov, Borovichi, Kegostrov, Morzhovets, Nevel, Marshal Nedelin y Marshal Krylov.

## Historia
El buque Kosmonavt Victor Patsaev  fue construido en 1968 en los astilleros  AA Zhdanova de Leningrado como buque carguero de maderero de clase de hielo del proyecto 596 bajo el nombre "Semyon Kosinov". En 1977 es reformado para convertirlo en buque de investigación de telemetría (NIS) en el proyecto NIS 1929 "Selena-M" por la Oficina Central de Diseño "Baltsudoproekt" bajo la dirección del diseñador jefe Boris Pavlovich Ardashev. Recibió el nombre en honor del cosmonauta  Víktor Ivánovich Patsáyev que murió en el accidente de la nave espacial Soyuz 11 30 de junio de 1971. Su destino fue el de recibir información de telemetría de la nave espacial, para proporcionar comunicación entre el Centro de Control de Misión y los astronautas y su principal área de acción fue el Océano Atlántico.
Formó parte del  denominado "Noveno Complejo Separado de Mando y Medición Marina" (Noveno OMKIK) como nave del Servicio de Investigación Espacial del Departamento de Operaciones Expedicionarias de la Marina de la Academia de Ciencias de la URSS (SKI OMER de la Academia de Ciencias de la URSS). Pasando a depender directamente de la Academia de Ciencias el 24 de noviembre de 1978 con base en Leningrado. Entre 1979 y 1994, realizó 14 viajes  expedicionarios. En 1995, tras la disolución del Noveno OMKIK, pasó a depender de la Roscosmos. 
El 14 de abril de  2001 se cambió su puerto base trasladándolo a Kaliningrado donde quedó amarrado en el muelle del Museo Oceanográfico Mundial. Desde allí siguió en activo dando servicio como Centro de Control de la Misión con los cosmonautas y telemetría del segmento ruso de la Estación Espacial Internacional hasta el año 2017 que suspendió su servicio para pasar a ser parte del museo, como  Museo de la Flota del Servicio Espacial. En agosto de 2015 fue declarado   "Patrimonio Cultural de los pueblos de Rusia"  incluyéndose en el  Registro Estatal Unificado de Objetos del Patrimonio Cultural de los Pueblos de Rusia de Importancia Federal en julio de 2016. En 2017 pasa a formar parte del Museo Oceanográfico Mundial de Kaliningrado siendo objeto de visita y alojando exposiciones en su interior, con referencias a las misiones espaciales de la URSS y Rusia así como al cosmonauta que le da nombre.  La nave, permanece operativa y realiza las mismas tareas para la que fue concebida; proporciona comunicación con la Estación Espacial Internacional aun cuando forma parte del museo.

## Características
El buque Kosmonavt Víktor Patsáiev es una nave de casi 122 metros de eslora, 17 metros de manga, un calado de  6,6 metros con un desplazamiento de  6.360 toneladas. Está movida por un motor de 5200 caballos de vapor de potencia que logra desarrollar una velocidad de 14,7 nudos por hora (unos 27 Km/hora). Está equipada con dos planteas independientes de energía, una para usos de la nave y otra para uso de la instrumentación científica. La destinada al uso de la nave consta de tres  generadores diésel de 200 kW mientras que la destinada a alimentar el equipo científico y técnico está  formada por tres generadores diésel de 630 kW cada uno de ellos. estas se complementan con una planta energética de emergencia formada por un generado de 100 kW.
- Tipo: Buque de investigación de telemetría (NIS).
- Puerto base:  Leningrado, desde 2001 - Kaliningrado.
- Desplazamiento: 8950  toneladas
- Longitud: 121,9  m
- Calado: 6,56 m
- Velocidad: 14,7 nudos.
- Personal de tripulación: 66 personas.
- Personal de expedición: 77 personas
- Número IMO: 6908888
- Unidad militar de servicio en el buque: 59945.

### Equipamiento técnico y científico
El equipamiento técnico de la nave está formado por un sistema de telemetría universal que recibe información de todos los tipos existentes de equipos de telemetría a bordo que es capaz de controlar una amplia gama de frecuencias de señales de radio. Consta de 50 de antenas receptoras y transmisoras entre la que destaca la antena principal formada por cuatro antenas parabólicas de   6 metros  de diámetro unidas en una estructura común, un soporte giratorio triaxial, ubicada en el centro de la nave y con un peso de 95 toneladas. Este tipo de antenas permite determinar la dirección de la que proceden las ondas de radio y por lo tanto definir la dirección en la que se encuentra la fuente, en los casos más frecuentes, el satélite. El sistema de estabilización de la antena compensa los ángulos de balanceo y cabeceo y los ángulos de guiñada que se producen en la navegación de la nave. Otras antenas se ubican en diferentes partes del buque, en la proa, el puente, las cubiertas de la superestructura, el trinquete, el palo mayor y el mástil mesana.
El buque puede realizar el procesamiento de la información que le llega (datos de telemetría), para ello  está equipado con un ordenador universal. El barco sirve de salto intermedio entre las naves espaciales y el Centro de Control de Vuelo. La señal llega de la nave espacial al buque y de este se manda a un satélite de comunicaciones que la hace llegar al centro de control de la misión. El equipamiento consta de varias máquinas analógicas y digitales especializadas en diferentes funciones. Se basa en equipos de posicionamiento basados en señales de satélites de navegación e instrumentos giroscópicos que miden el rumbo, ángulos de balanceo, cabeceo y guiñada para estabilizar la antena, mientras que la comunicación se realiza por satélite y/o canales de comunicación convencionales. La sincronía temporal es precisa, con un error de no más de unos pocos microsegundos.